# 28e cérémonie des Saturn Awards
La 28e cérémonie des Saturn Awards, récompensant les films, séries télévisées et téléfilms sortis en 2001 et les professionnels s'étant distingués cette année-là, s'est tenue le 10 juin 2002.

## Palmarès
Les lauréats sont indiqués ci-dessous en premier de chaque catégorie et en gras.

### Cinéma

#### Meilleur film de science-fiction
- A.I. Intelligence artificielle (A.I.)
  - Jurassic Park 3 (Jurassic Park III)
  - Lara Croft : Tomb Raider (Lara Croft: Tomb Raider)
  - The One
  - La Planète des singes (Planet of the Apes)
  - Vanilla Sky

#### Meilleur film fantastique
- Le Seigneur des anneaux : La Communauté de l'anneau (The Lord of the Rings: The Fellowship of the Ring)
  - Harry Potter à l'école des sorciers (Harry Potter and the Philosopher's Stone)
  - Monstres et Cie (Monsters, Inc.)
  - Le Retour de la momie (The Mummy returns)
  - Shrek
  - Spy Kids

#### Meilleur film d'horreur
- Les Autres (The Others)
  - L'Échine du Diable (El espinazo del diablo)
  - From Hell
  - Hannibal
  - Jeepers Creepers - Le Chant du Diable (JEEpERs CrEEpers)
  - 13 fantômes (Thir13en Ghosts)

#### Meilleur film d'action / aventures / thriller
- Memento
  - La Chute du faucon noir (Black Hawk Down)
  - Une virée en enfer (Joy Ride)
  - The Barber, l'homme qui n'était pas là (The Man Who Wasn't There)
  - Mulholland Drive
  - Le Pacte des loups

#### Meilleure réalisation
- Peter Jackson pour Le Seigneur des anneaux : La Communauté de l'anneau
  - Steven Spielberg pour A.I. Intelligence artificielle
  - Chris Columbus pour Harry Potter à l'école des sorciers
  - David Lynch pour Mulholland Drive
  - Alejandro Amenábar pour Les Autres
  - Christophe Gans pour Le Pacte des loups

#### Meilleur acteur
- Tom Cruise pour le rôle de David Aames dans Vanilla Sky
  - Johnny Depp pour le rôle de Fred Abberline dans From Hell
  - Anthony Hopkins pour le rôle d'Hannibal Lecter dans Hannibal
  - Kevin Spacey pour le rôle de Prot / Robert Porter dans K-PAX : L'Homme qui vient de loin
  - Billy Bob Thornton pour le rôle d'Ed Crane dans The Barber, l'homme qui n'était pas là
  - Guy Pearce pour le rôle de Leonard Shelby dans Memento

#### Meilleure actrice
- Nicole Kidman pour le rôle de Grace Stewart dans Les Autres
  - Kate Beckinsale pour le rôle de Sara Thomas dans Un amour à New York
  - Angelina Jolie pour le rôle de Lara Croft dans Lara Croft : Tomb Raider
  - Julianne Moore pour le rôle de Clarice Starling dans Hannibal
  - Frances O'Connor pour le rôle de Monica Swinton dans A.I. Intelligence artificielle
  - Naomi Watts pour le rôle de Betty Elms / Diane Selwyn dans Mulholland Drive

#### Meilleur acteur dans un second rôle
- Ian McKellen pour le rôle de Gandalf dans Le Seigneur des anneaux : La Communauté de l'anneau
  - Robbie Coltrane pour le rôle de Rubeus Hagrid dans Harry Potter à l'école des sorciers
  - Mark Dacascos pour le rôle de Mani dans Le Pacte des loups
  - Tim Roth pour le rôle du général Thade dans La Planète des singes
  - Jeremy Piven pour le rôle de Dean dans Un amour à New York
  - Eddie Murphy pour le rôle de l'âne dans Shrek

#### Meilleure actrice dans un second rôle
- Fionnula Flanagan pour le rôle de Bertha Mills dans Les Autres
  - Maggie Smith pour le rôle de Minerva McGonagall dans Harry Potter à l'école des sorciers
  - Frances McDormand pour le rôle de Doris Crane dans The Barber : L'Homme qui n'était pas là
  - Monica Bellucci pour le rôle de Sylvia dans Le Pacte des loups
  - Helena Bonham Carter pour le rôle d'Ari dans La Planète des singes
  - Cameron Diaz pour le rôle de Julianna Gianni dans Vanilla Sky

#### Meilleur(e) jeune acteur ou actrice
- Haley Joel Osment pour A.I. Intelligence artificielle
  - Daniel Radcliffe pour Harry Potter à l'école des sorciers
  - Emma Watson pour Harry Potter à l'école des sorciers
  - Justin Long pour Jeepers Creepers : Le Chant du Diable
  - Freddie Boath pour Le Retour de la momie
  - Alakina Mann pour Les Autres

#### Meilleur scénario
- Steven Spielberg pour A.I. Intelligence artificielle
  - Fran Walsh, Philippa Boyens et Peter Jackson pour Le Seigneur des anneaux : La Communauté de l'anneau
  - Robert L. Baird et Daniel Gerson pour Monstres et Cie
  - Alejandro Amenábar pour Les Autres
  - Stéphane Cabel et Christophe Gans pour Le Pacte des loups
  - Ted Elliott, Terry Rossio, Joe Stillman et Roger S.H. Schulman pour Shrek

#### Meilleure musique
- John Williams pour A.I. Intelligence artificielle
  - Howard Shore pour Le Seigneur des anneaux : La Communauté de l'anneau
  - Angelo Badalamenti pour Mulholland Drive
  - Joseph LoDuca pour Le Pacte des loups
  - John Powell et Harry Gregson-Williams pour Shrek
  - Nancy Wilson pour Vanilla Sky

#### Meilleurs costumes
- Harry Potter à l'école des sorciers (Harry Potter and the Philosopher's Stone) – Judianna Makovsky
  - From Hell – Kym Barrett
  - Le Seigneur des anneaux : La Communauté de l'anneau (The Lord of The Rings: The Fellowship of the Ring) – Ngila Dickson et Richard Taylor
  - Moulin Rouge (Moulin Rouge!) – Catherine Martin et Angus Strathie
  - Le Pacte des loups – Dominique Borg
  - La Planète des singes (Planet of the Apes) – Colleen Atwood

#### Meilleur maquillage
- Hannibal – Greg Cannom et Wesley Wofford
  - Harry Potter à l'école des sorciers (Harry Potter and the Philosopher's Stone) – Nick Dudman, Mark Coulier et John Lambert
  - Le Seigneur des anneaux : La Communauté de l'anneau (The Lord of The Rings: The Fellowship of the Ring) – Peter Owen et Richard Taylor
  - Le Retour de la momie (The Mummy Returns) – Aileen Seaton, Nick Dudman et Jane Walker
  - La Planète des singes (Planet of the Apes) – Rick Baker et John Blake
  - Vanilla Sky – Michèle Burke et Camille Calvet

#### Meilleurs effets visuels / Meilleurs effets spéciaux
- A.I. Intelligence artificielle (Artificial Intelligence: A.I.) – Scott Farrar, Michael Lantieri, Dennis Muren et Stan Winston
  - Harry Potter à l'école des sorciers (Harry Potter and the Philosopher's Stone) – Nick Davis, Roger Guyett, Robert Legato et John Richardson
  - Jurassic Park 3 (Jurassic Park III) – Donald Elliott, Jim Mitchell, John Rosengrant et Danny Gordon Taylor
  - Le Pacte des loups – Hal Bertram, Seb Caudron, Nick Drew, Val Wardlaw et Arthur Windus
  - Le Retour de la momie (The Mummy Returns) – John Andrew Berton Jr., Neil Corbould, Daniel Jeannette et Thomas Rosseter
  - Le Seigneur des anneaux : La Communauté de l'anneau (The Lord of The Rings: The Fellowship of the Ring) – Randall William Cook, Jim Rygiel, Mark Stetson et Richard Taylor

### Télévision

#### Meilleure série diffusée sur les réseaux nationaux
- Buffy contre les vampires (Buffy the Vampire Slayer)
  - Angel
  - Dark Angel
  - Star Trek: Enterprise
  - Smallville
  - X-Files : Aux frontières du réel (The X-Files)

#### Meilleure série diffusée sur le câble ou en syndication
- Farscape
  - Andromeda (Gene Roddenberry's Andromeda)
  - Les Chroniques du mystère (The Chronicle)
  - Invisible Man (The Invisible Man)
  - Stargate SG-1
  - Witchblade

#### Meilleur téléfilm, mini-série ou programme spécial
- Jack et le Haricot magique (Jack and the Beanstalk: The Real Story)
  - Les Brumes d'Avalon (The Mists of Avalon)
  - Earth vs. the Spider
  - L'Empire du roi-singe (The Monkey King)
  - La Sirène mutante (Mermaid Chronicles Part 1: She Creature)
  - Teenage Caveman

#### Meilleur acteur
- Ben Browder pour le rôle de John Crichton dans Farscape
  - David Boreanaz pour le rôle d'Angel dans Angel
  - Scott Bakula pour le rôle de Jonathan Archer dans Star Trek: Enterprise
  - Tom Welling pour le rôle de Clark Kent dans Smallville
  - Richard Dean Anderson pour le rôle de Jack O'Neill dans Stargate SG-1
  - Robert Patrick pour le rôle de John Doggett dans X-Files : Aux frontières du réel

#### Meilleure actrice
- Yancy Butler pour le rôle de Sara Pezzini dans Witchblade
  - Sarah Michelle Gellar pour le rôle de Buffy Summers dans Buffy contre les vampires
  - Jessica Alba pour le rôle de Max Guevara dans Dark Angel
  - Claudia Black pour le rôle d'Aeryn Sun dans Farscape
  - Kristin Kreuk pour le rôle de Lana Lang dans Smallville
  - Gillian Anderson pour le rôle de Dana Scully dans X-Files : Aux frontières du réel

#### Meilleur acteur dans un second rôle
- Michael Rosenbaum pour le rôle de Lex Luthor dans Smallville
  - James Marsters pour le rôle de Spike dans Buffy contre les vampires
  - Michael Weatherly pour le rôle de Logan Cale dans Dark Angel
  - Connor Trinneer pour le rôle de Charles Tucker III dans Star Trek: Enterprise
  - Anthony Simcoe pour le rôle de Ka D'Argo dans Farscape
  - Christopher Judge pour le rôle de Teal'c dans Stargate SG-1

#### Meilleure actrice dans un second rôle
- Jolene Blalock pour le rôle de T'Pol dans Star Trek: Enterprise
  - Alyson Hannigan pour le rôle de Willow Rosenberg dans Buffy contre les vampires
  - Michelle Trachtenberg pour le rôle de Dawn Summers dans Buffy contre les vampires
  - Gigi Edgley pour le rôle de Chiana dans Farscape
  - Amanda Tapping pour le rôle de Samantha Carter dans Stargate SG-1
  - Annabeth Gish pour le rôle de Monica Reyes dans X-Files : Aux frontières du réel

### DVD

#### Meilleure édition DVD
- Ginger Snaps
  - Bruiser
  - Harry, un ami qui vous veut du bien
  - La Belle et le Clochard 2 (Lady And The Tramp II: Scamp's Adventure)
  - Panic
  - L'Étrange histoire d'Hubert (Rat)

#### Meilleure édition spéciale DVD
- Shrek
  - Final Fantasy : Les Créatures de l'esprit (Final Fantasy: The Spirits Within)
  - Le Grinch (How the Grinch Stole Christmas!)
  - Lara Croft : Tomb Raider (Lara Croft: Tomb Raider)
  - Moulin Rouge (Moulin Rouge!)
  - La Planète des singes (Planet of the Apes)

#### Meilleure édition spéciale DVD d'un classique
- Blanche-Neige et les Sept Nains
  - Rencontres du troisième type
  - Star Trek, le film
  - Star Wars, épisode I : La Menace fantôme
  - Superman
  - Suspiria

### Prix spéciaux

#### Cinescape Genre Face of the Future Award
Prix Cinescape masculin du futur
- Blade 2 – Luke Goss

#### Special Award
- Anchor Bay Entertainment

#### Filmmaker's Showcase Award
- Richard Kelly

#### George Pal Memorial Award
- Samuel Z. Arkoff

#### Life Career Award
- Stan Lee
- Drew Struzan

#### President's Memorial Award
- Sherry Lansing